# Pep Duran Esteva
Pep Duran Esteva (Vilanova i la Geltrú, 1955) és un escultor, pintor i escenògraf català que ha participat en nombroses produccions teatrals i cinematogràfiques des de 1977. Llicenciat en escenografia i figurinisme per l'escola superior d'art dramàtic de Barcelona l'any 1979, l'any anterior ja havia realitzat la seva primera exposició a Barcelona, i des d'aquell moment la seva trajectòria com a artista es va centrar en el treball de la construcció, la representació i l'espai, la posada en escena. Ha destacat per la seva capacitat de transfigurar l'escultura transformant-la en instal·lació i arquitectura fins a arribar a un punt de simbiosi entre ambdues disciplines.

## Trajectòria artística
Ha rebut diversos premis, com el Premi de Cinematografia de la Generalitat de Catalunya l'any 1989, en reconeixement del treball del vestuari de la pel·lícula Llums i ombres, de Jaime Camino. La seva obra es troba en un considerable nombre de col·leccions d'art contemporani, incloses les del MACBA, la Fundació La Caixa i la col·lecció Rafael Tous, entre d'altres.
Pep Duran ha passat per nombroses galeries de Barcelona (Metrònom, Joan Prats, Carles Taché, Alejandro Sales…), Madrid, València, Santiago de Compostel·la, Torí, Colònia, Niça, Copenhaguen, Florència, Lisboa, Berlín i Amsterdam, entre altres ciutats. I també en centres d'art com la Fundació Joan Miró de Barcelona, el Koldo Mitxelena, el Kulturunea de Sant Sebastià i la Whitechapel art Gallery de Londres. L'obra de Duran és present a la col·lecció del MACBA, la de la Fundació "la Caixa", la Fundació Suñol i la Fundació Vila Casas a Barcelona, entre altres institucions.
Els primers treballs de Duran solien ser ensamblatges elaborats a partir d'analogies entre els objectes emprats, construint a partir de quelcom ja existent. No obstant, a mesura que avançava vers les acaballes del segle xx, Duran va abandonar la construcció de nous objectes a partir d'altres elements preexistents, deixant de banda el caràcter metafòric del seu treball per centrar-se més en la realitat.
És notable la importància que atorga l'artista a la recerca i reconstrucció de moviments i idees. D'aquesta manera, a les seves obres es juxtaposa la recuperació de la memòria amb la recerca de nous significats, i Duran adopta el pensament artístic d'Eisenstein, el dadaisme o el surrealisme per construeix una superposició d'objectes en l'espai per tal d'esborrar els límits identificables de l'obra i reinterpretar la imatge amb un nou llenguatge.
Com a escenògraf teatral, deixa empremta d'aquesta faceta en les seves escultures i instal·lacions. Treballa sobre una ordenació del món i del temps que desitja destruir i reconstruir gràcies a la ficció representativa del teatre. Pep Duran, en el seu procés creatiu, considera una sèrie d'elements fruit de la seva carrera com a artista, la qual denomina "dramatúrgia". Aquesta "màgia" transforma l'espai amb la seva obra, deixant que l'espai parli per si sol tot aspirant a la transparència, mostrant les costures, les estructures dels espais generats per reflexionar sobre la il·lusió i els seus límits. Recorre a grans mestres del teatre: Artaud, Cantor, Heiner Müller, per reclamar que la llum i l'objecte siguin també actors de la seva obra.

## Obra
Influït per la frase “Destruir-ho tot per tornar a l'essencial" d'Antonin Artaud, Pep Duran intenta arribar amb la seva obra a l'origen. Els objectes que utilitza freqüentment en les seves obres els defineix en alguna ocasió com a “materials indultats” o “boscs d'imatges fragmentades, material de demolició”. Són objectes que existeixen a l'entorn vital de l'artista, que tendeix a acumular objectes que reflecteixin la seva relació amb el treball artesanal. Tot i així, no pretén que les seves obres siguin autobiogràfiques, sinó que esdevinguin la seva pròpia biblioteca d'objectes, que tracten especialment la faceta familiar, quotidiana i humil de l'existència humana.
Amb els seus objectes, Pep Duran crea escenografies mudes. L'espectador ha d'ordenar aquests objectes per crear la seva pròpia interpretació. L'espectador escull quina de les formes el transporta a un record, quines combinacions d'aquest alfabet configuren un llenguatge el qual li fan expressar alguna cosa.

### Una cadena d'esdeveniments (2010-2011)
Una cadena d'esdeveniments consisteix en l'obra que fou realitzada específicament per a la Capella MACBA (Museu d'Art Contemporani de Barcelona). Aquesta cal considerar-la com una obra-assaig, és a dir, es tracta d'una gran intervenció dividida en dues parts, Retaule laic (2010-2011) i Peça escrita (2010-2011), que recull les influències intel·lectuals, formals i estètiques en les quals es troba la manera de fer i de pensar d'aquest artista.
Com ja s'ha esmentat anteriorment, l'artista transforma l'espai amb la seva obra, però què succeeix quan aquest espai ja té un significat? És a dir, quan ja no consisteix en un espai neutre sinó que es troba carregat de simbologia. Aquesta consisteix en una problemàtica que l'artista ha d'afrontar. Per una banda, la Capella és un espai sagrat però no té les dimensions d'una catedral i tampoc se la pot considerar estrictament un museu. Tanmateix a la pràctica funciona com un encreuament de tots dos espais i conceptes. Així doncs, no resulta estrany apreciar la confrontació i contradicció que desprèn l'obra. La Capella és constituïda per l'altar vertical i el mur blanc. Aquest, atrau la nostra atenció. És aleshores quan, pot ser de forma inconscient, l'espectador forma part d'una cadena d'esdeveniments. És per això que l'artista afirma que «he intentat portar el meu món aquí dins i deixar que l'espai parli. Si l'espai parla, jo també puc dir alguna cosa.»
El Retaule laic presideix l'estança, al lloc on suposadament hi hauria l'altar de la capella. Està format per seixanta motlles ceràmics realitzats amb la col·laboració de Toni Cumella, al seu torn col·locats sobre una estructura d'alumini de 6,73 metres d'alçada. Quan l'artista vol descriure aquesta peça principal, l'expressió que més sovint fa servir és «un retaule laic». Després ho amplia dient que tot aquest procés li serveix per buscar «formes sagrades en un espai laic i formes laiques en un espai sagrat». Quan l'altar és vist a curta distància s'observa que el color blanc lluminós està matisat: d'una banda els 60 monòlits presenten una graduació de color; i de l'altra ofereixen tots el relleu d'una forma diferenciada. Alguns d'aquest monòlits semblen lletres d'un alfabet secret, la combinació de les quals crearia un llenguatge nou. D'altres en canvi, aconsegueixen canviar segons l'angle de visió. És per això que es formula la pregunta: ¿Quina mena de formes són? Pep Duran respon: «Formes sense forma, indefinides, sintetitzades.» ¿Per què? «Doncs perquè les formes són motllos del record.» 
El segon element d'aquesta instal·lació és Peça escrita, realitzada amb el mateix material i amb una estructura similar. Consta de 40 plaques de gres ceràmic sobre una estructura d'alumini d'1,70 metres d'alçada i reprodueix tres fragments d'un poema inèdit de Francisco Ferrer Lerín. No obstant això, les diferències amb l'obra que presideix l'altar són notables: la textura, el color i la presència de text intel·ligible. Així doncs, tot en aquesta segona peça ens remet a la noció de fracció, part o fragment. La textura del mur recorda la vegetació que cobreix i oculta potser una significativa construcció d'una civilització passada. Les frases, part d'un text més ampli, es limiten a assenyalar-lo, sense revelar-lo completament.
Finalment, cal esmentar on es troba l'obra actualment. L'11 d'abril de 2012, Duran va cedir a la Universitat Autònoma de Barcelona "Una cadena d'esdeveniments", que a partir d'aquell moment es va deixar instal·lada a la Biblioteca de Comunicació i Hemeroteca General de la universitat, al campus de Bellaterra. Aquest va ser impulsat pel conveni signat amb la rectora de la UAB, Ana Ripoll, segons el qual Duran cedí la seva obra i els drets d'explotació intel·lectual de la mateixa a la UAB, durant un període de 15 anys.

## Exposicions destacades
- 1979: Sabates, Espai 10, Fundació Joan Miró
- 1982: Pluja de mans, Sala Metrònom
- 1985: Vestuaris, Museu de la Indumentària (Barcelona)
- 1985: Tot és quincalla, Fundació Joan Miró (performance)[11][12]
- 1995: Construir els dies, Palau de la Virreina, Koldo Mitxelena (Sant Sebastià) i Sa Nostra (Palma)[5]
- 2001: Vostè és aquí, Palau de la Virreina
- 2004: Mudo, Centre d'Art Santa Mònica
- 2021: Nul, Galeria RocioSantaCruz[13]